# Tridentella glutacantha
Tridentella glutacantha är en kräftdjursart som beskrevs av Delaney och Brusca 1985. Tridentella glutacantha ingår i släktet Tridentella och familjen Tridentellidae. Inga underarter finns listade i Catalogue of Life.